# Guðjón S. Brjánsson

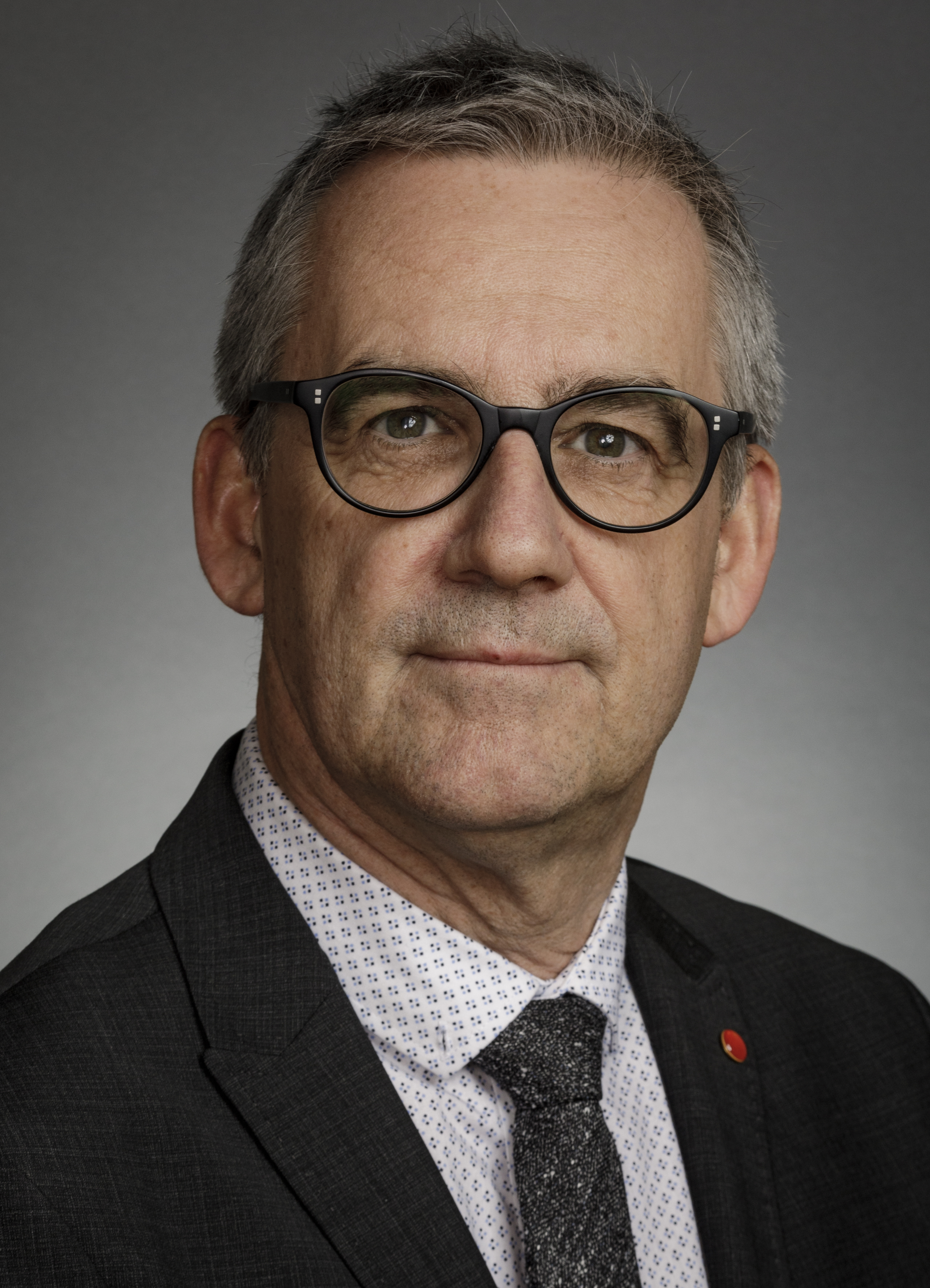
Guðjón S. Brjánsson, 2017

Guðjón S. Brjánsson (deutsche Transkription Gudjon S. Brjansson; * 22. März 1955 in Akureyri) ist ein isländischer Politiker der sozialdemokratischen Allianz. Von 2016 bis 2021 gehörte er dem isländischen Parlament Althing an.

## Leben
Einem Abschluss als Sozialarbeiter (an der damaligen Sozialhochschule Stavanger, Norwegen, 1979) ließ Guðjón später eine Ausbildung als Seemann, einen Abschluss in Führungslehre von der University of South Florida und zuletzt einen Master of Public Health von der Nordiska högskolan för folkhälsovetenskap in Göteborg (2014) folgen. Er war unter anderem als Leiter von Wohn- und Pflegeeinrichtungen für ältere und behinderte Menschen, als Programmredakteur und Journalist beim Hörfunk der öffentlich-rechtlichen Rundfunkanstalt RÚV sowie kurzzeitig auch als Krabbenfischer tätig. Von 1993 bis 2001 war Guðjón S. Brjánsson Gesundheitsdirektor der Stadt Ísafjörður, seit 2001 Geschäftsführer des Krankenhauses und Gesundheitszentrums von Akranes und von 2010 bis 2016 des Gesundheitszentrums von Westisland, das durch den Zusammenschluss von acht Gesundheitseinrichtungen in Westisland entstanden war.
Bei der Parlamentswahl vom 29. Oktober 2016 wurde Guðjón S. Brjánsson als Kandidat der Allianz für den Nordwestlichen Wahlkreis ins isländische Parlament Althing gewählt. Bei der vorgezogenen Wahl 2017 wurde er wiedergewählt. Zuletzt war er Mitglied im Ausschuss für Umwelt und Verkehrswege. Zur Parlamentswahl in Island 2021 ist Guðjón S. Brjánsson, wie er im März 2021 ankündigte, nicht mehr angetreten, da er mehr Zeit mit seiner Familie verbringen wolle.